# ریومن سوکونا
ریومن سوکونا (به ژاپنی: 両面 宿儺 Ryomen Sukuna)، یک شخصیت تخیلی و یکی از آنتاگونیست‌های اصلی (هماورد (داستان)) سریال مانگا و انیمه جوجوتسو کایسن است که توسط گگه آکوتمی ساخته شده است. او که یک جادوگر دوره هی‌آن بود، زمانی معروف به پادشاه نفرین‌ها و به عنوان بزرگ‌ترین جادوگر تاریخ شناخته می‌شد. اگرچه سوکونا در اصل انسان بود، اما پس از مرگ، خود را به عنوان یک جسم نفرین شده مهر و موم کرد که در آن قدرت عظیم الهی او در ۲۰ انگشت تقسیم شد. همچنین او ساتورو گوجو را شکست داده و به قوی ترین شخصیت جوجوتسو کایسن تبدیل شد 